# Grote Prijs Stad Zottegem 2023
Il Grote Prijs Stad Zottegem 2023 (ufficialmente Egmont Cycling Race per motivi di sponsorizzazione), ottantasettesima edizione della corsa e valida come prova dell'UCI Europe Tour 2023 categoria 1.1, si svolse il 20 agosto 2023 su un percorso di 193,5 km, con partenza da Sint-Lievens-Houtem e arrivo a Zottegem, in Belgio. La vittoria fu appannaggio del belga Jasper De Buyst, il quale completò il percorso in 4h12'00", alla media di 46,071 km/h, precedendo il norvegese Alexander Kristoff e il connazionale Lionel Taminiaux.
Sul traguardo di Zottegem 92 ciclisti, dei 128 partiti da Sint-Lievens-Houtem, portarono a termine la competizione.

## Squadre e corridori partecipanti
| N.    | Cod. | Squadra                     |
| ----- | ---- | --------------------------- |
| 1-7   | ADC  | Alpecin-Deceuninck          |
| 11-15 | COF  | Cofidis                     |
| 21-27 | ICW  | Intermarché-Circus-Wanty    |
| 31-36 | ARK  | Team Arkéa-Samsic           |
| 41-47 | BWB  | Bingoal WB                  |
| 51-57 | BEB  | Bolton Equities Black Spoke |
| 61-67 | LTD  | Lotto Dstny                 |
| 71-76 | TFB  | Team Flanders-Baloise       |
| 81-87 | UXT  | Uno-X Pro Cycling Team      |
| 91-97 | ABC  | Abloc CT                    |

| N.      | Cod. | Squadra                      |
| ------- | ---- | ---------------------------- |
| 101-107 | BCY  | Beat Cycling Club            |
| 111-115 | JVD  | Jumbo-Visma Development Team |
| 121-127 | MET  | Metec-Solarwatt p/b Mantel   |
| 131-137 | SVL  | Saris Rouvy Sauerland Team   |
| 141-147 | TIS  | Tarteletto-Isorex            |
| 151-157 | TDT  | TDT-Unibet Cycling Team      |
| 161-167 | LKH  | Team Lotto-Kern Haus         |
| 171-177 | TSM  | Storck-Metropol Cycling      |
| 181-187 | VWE  | VolkerWessels Cycling Team   |
| 191-196 | PSB  | Pauwels Sauzen-Bingoal       |

## Ordine d'arrivo (Top 10)
| Pos. | Corridore          | Squadra       | Tempo    |
| ---- | ------------------ | ------------- | -------- |
| 1    | Jasper De Buyst    | Lotto         | 4h12'00" |
| 2    | Alexander Kristoff | Uno-X         | s.t.     |
| 3    | Lionel Taminiaux   | Alpecin       | s.t.     |
| 4    | Gianni Vermeersch  | Alpecin       | a 1"     |
| 5    | Hartthijs de Vries | TDT           | s.t.     |
| 6    | Thimo Willems      | VolkerWessels | s.t.     |
| 7    | Arjen Livyns       | Lotto         | a 10"    |
| 8    | Rasmus Tiller      | Uno-X         | a 15"    |
| 9    | Mike Teunissen     | Intermarché   | a 36"    |
| 10   | Jonas Rickaert     | Alpecin       | a 48"    |